# قینرجه (تکاب)
قینرجه روستایی واقع در بخش تخت سلیمان شهرستان تکاب آذربایجان غربی است.